# Lista celor mai înalte spitale din lume

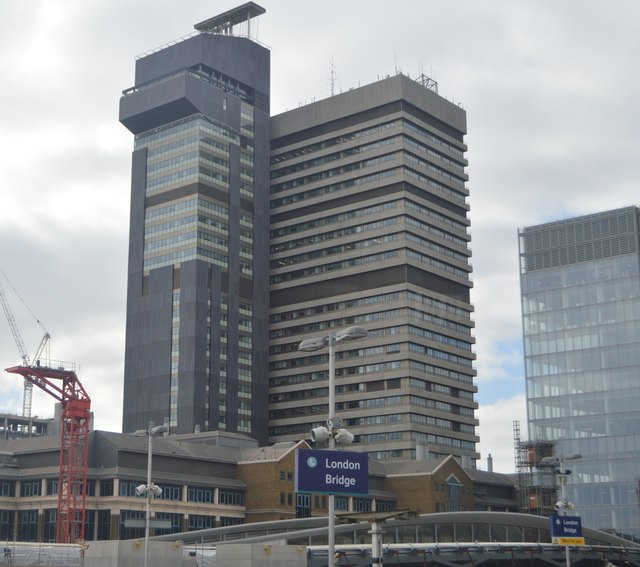
Cea mai înaltă clădire de spital din Europa: Tower Wing, Guy's Hospital din Londra

Lista celor mai înalte spitale din lume prezintă cele mai înalte clădiri din lume care găzduiesc instituții medicale (spitale, clinici, institute medicale etc.).
Lista include clădiri cu o înălțime de peste 120 de metri și este ordonată descrescător, în funcție de înălțime.
| Loc | Imagine | Clădire | Spital | Oraș                           | Țară           | Înălțime (m) | Niveluri | An   |
|     |         | | |                                |                |              |          |      |
| --- | ------- | --- | --- | ------------------------------ | -------------- | ------------ | -------- | ---- |
| 1   |         | Órion Business & Health Complex                                                                                         | Hospital Israelita Albert Einstein                                                                                         | Goiânia                        | Brazilia       | 191,48       | 50       | 2018 |
| 2   |         | Memorial Hermann Tower                                                                                                  | Memorial Hermann Memorial City Medical Center                                                                              | Houston                        | Statele Unite  | 165,20       | 33       | 2009 |
| 3   |         | The Belaire | Hospital for Special Surgery                                                                                               | New York City                  | Statele Unite  | 156,06       | 50       | 1988 |
| 4   |         | Methodist Outpatient Care Center                                                                                        | Houston Methodist Hospital                                                                                                 | Houston                        | Statele Unite  | 156,06       | 26       | 2010 |
| 5   |         | Spitalul Changzheng (în chineză: 上海长征医院)                                                                          | A doua Universitate de Medicină Militară (chineză: 第二军医大学)                                                           | Shanghai                       | China          | 152,80       | 37       | 2019 |
| 6   |         | Tower Wing | Guy's Hospital | Londra                         | Regatul Unit   | 148,65       | 34       | 1974 |
| 7   |         | Blocul Li Shu Pui (în chineză: 層的李樹培院)                                                                            | Sanatoriul și Spitalul din Hong Kong (în chineză: 養和醫院)                                                                | Hong Kong                      | Hong Kong      | 148,50       | 38       | 2008 |
| 8   |         | The O'Quinn Medical Tower                                                                                               | Baylor St. Luke's Medical Center                                                                                           | Houston                        | Statele Unite  | 145,25       | 29       | 1990 |
| 9   |         | Turnul Spitalului Unirii Wuhan (Wǔhàn xiéhé yīyuàn)                                                                     | Spitalul Unirii Wuhan (în chineză: 武汉协和医院)                                                                           | Wuhan                          | China          | 144,78       | 32       | 2006 |
| 10  |         | Clădirea Phumisiri Mangkalanusan (în thailandeză อาคารภูมิศิริมังคลานุสรณ์ , transliterat Xākhār p̣hū mi ṣ̄iri mạng khlā nu s̄rṇ̒) | Spitalul Memorial Regele Chulalongkorn (în thailandeză โรงพยาบาลจุฬาลงกรณ์, transliterat Rong phyābāl cuḷālngkrṇ̒)            | Bangkok                        | Thailanda      | 142,00       | 29       | 2013 |
| 11  |         | Lester & Sue Smith Legacy Tower                                                                                         | Texas Children's Hospital                                                                                                  | Houston                        | Statele Unite  | 139,29       | 25       | 2013 |
| 12  |         | Clădirea Centrului Medical Ortopedic                                                                                    | Centrul Medical Ortopedic Wuhan                                                                                            | Wuhan                          | China          | 138,90       | 31       | 2016 |
| 13  |         | Blocul K (în chineză: K座)                                                                                              | Spitalul Queen Mary (în chineză: 瑪麗醫院)                                                                                 | Hong Kong                      | Hong Kong      | 137,00       | 27       | 1991 |
| 14  |         | Tower A Outpatient Cancer Care                                                                                          | Memorial Sloan Kettering Cancer Center                                                                                     | New York City                  | Statele Unite  | 136,25       | 24       | 2019 |
| 15  |         | Clădirea Centrului Medical Abdali                                                                                       | Spitalul Abdali (în arabă مستشفى العبدلي, transliterat: mustashfaa aleabdali)                                              | Amman                          | Iordania       | 135,00       | 36       | 2019 |
| 16  |         | Ann & Robert H. Lurie Children's Hospital of Chicago                                                                    | Lurie Children's Hospital                                                                                                  | Chicago                        | Statele Unite  | 134,77       | 24       | 2012 |
| 17  |         | Clădirea Spitalului Siriano-Libanez                                                                                     | Spitalul Siriano-Libanez (în portugheză Hospital Sírio-Libanês)                                                            | São Paulo                      | Brazilia       | 133,80       | 27       | 2015 |
| 18  |         | Clădirea Spitalului Angeles                                                                                             | Spitalul Angeles Valle Oriente (în spaniolă Hospital Angeles Valle Oriente)                                                | Monterrey                      | Mexic          | 133,00       | 28       | 2006 |
| 19  |         | Shirley Ryan AbilityLab                                                                                                 | Northwestern Memorial Hospital                                                                                             | Chicago                        | Statele Unite  | 131,40       | 27       | 2016 |
| 20  |         | Memorial Hermann Medical Plaza                                                                                          | Memorial Hermann Memorial City Medical Center                                                                              | Houston                        | Statele Unite  | 131,04       | 28       | 2007 |
| 21  |         | Turnul Medical Elegance                                                                                                 | Centrul Medical Regele Fahd (în arabă مدينة الملك فهد الطبية, transliterat: madinat almalik fahd altibiya)                 | Riyadh                         | Arabia Saudită | 130,00       | 27       | 2016 |
| 22  |         | MSK Tower | Memorial Sloan Kettering Cancer Center                                                                                     | New York City                  | Statele Unite  | 129,24       | 25       | 2006 |
| 23  |         | Turnul M&D (în japoneză M&Dタワー, transliterat: M&D tawā)                                                              | Universitatea de Medicină și Stomatologie din Tokyo ()în japoneză 東京医科歯科大学, transliterat: Tōkyō ika shika daigaku) | Tokyo                          | Japonia        | 125,95       | 26       | 2009 |
| 24  |         | Galter Pavilion | Northwestern Memorial Hospital                                                                                             | Chicago                        | Statele Unite  | 122,68       | 22       | 1997 |
| 25  |         | Clădirea Spitalului General Tong                                                                                        | Spitalul General Tong (în chineză: 童綜合醫院)                                                                             | Taichung                       | Taiwan         | 120,09       | 26       | 2008 |
| 26  |         | Clădirea Spitalului Herlev                                                                                              | Spitalul Herlev (în daneză Herlev Hospital)                                                                                | Herlev, Municipalitatea Herlev | Danemarca      | 120,00       | 25       | 1976 |
| 27  |         | Turnul sud-vestic al Spitalului de Chirurgie                                                                            | Universitatea de Medicină a Armatei de Eliberare a Poporului Chinez (în chineză: 中国人民解放军陆军军医大学)               | Chongqing                      | China          | 120,00       | 25       | 2003 |
| 28  |         | Turnul Octavio Frias de Oliveira                                                                                        | Institutul de Oncologie din São Paulo (în portugheză Instituto do Câncer de São Paulo)                                     | São Paulo                      | Brazilia       | 120,00       | 23       | 2008 |